# Pluteo (arma)

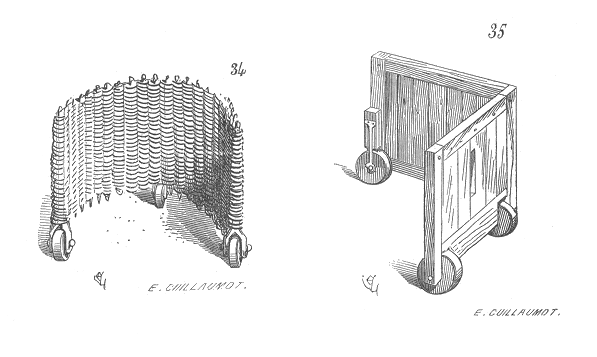
Esempi di plutei, strumenti di difesa per gli assedianti.

Il pluteo era un piccolo riparo mobile, dotato di tre ruote ed usato dall'esercito romano, che poteva avere forma ad angolo retto o ricurva. Era normalmente in legno, ricoperto da pelli per limitare al minimo il rischio di incendiarsi. Le tre ruote davano, quindi, a questo strumento di difesa per gli assedianti, la possibilità di una grande manovrabilità, con spostamenti repentini verso le mura avversarie, riparati dallo stesso, come ci racconta Cesare nell'assedio di Marsiglia del 49 a.C. durante la guerra civile.
La loro funzionalità era quella di aiutare ad avvicinare macchine d'assedio più grandi ed importanti ai fini dello sfondamento o assalto delle mura nemiche. In alcuni casi potevano diventare validi ripari fissi come accadde durante la conquista della Gallia, descritti da Cesare nel corso delle campagne del 51 a.C., quando lo stesso generale puntò verso la regione che era appartenuta ad Ambiorige, per devastarla e far razzie, oppure a protezione del porto di Brindisi nel tentativo di bloccarvi Gneo Pompeo Magno.
(Cesare, De bello civili, I, 25.)